# Герб комуни Турсос
Герб комуни Турсос (швед. Torsås kommunvapen) — символ шведської адміністративно-територіальної одиниці місцевого самоврядування комуни Турсос. 

## Історія
Герб ландскомуни Турсос отримав королівське затвердження 1955 року. 
Після адміністративно-територіальної реформи, проведеної в Швеції на початку 1970-х років, муніципальні герби стали використовуватися лишень комунами. Цей герб був перебраний 1971 року для нової комуни Турсос.
Герб комуни офіційно зареєстровано 1979 року.

## Опис (блазон)
У золотому полі червоний молоток, від середини верхнього краю скошені обабіч два червоні поля. 

## Зміст
Ділення щита символізує пагорб і вказує на назву комуни як «Пагорб Тора». Молоток має форму язичницького амулета й подібний на Мйольнір  — молот бога грому Тора. 